# Episodi di Shin Captain Tsubasa
Questa è la lista degli episodi dell'anime Shin Captain Tsubasa, tratto dal manga Capitan Tsubasa di Yōichi Takahashi (precisamente dai volumi 26-36). Questa serie OAV è stata distribuita in Giappone dal luglio 1989 al luglio 1990.
L'anime in Italia venne trasmesso da Canale 5 nel dicembre 1995 con la sigla intitolata Che campioni Holly e Benji!!!, per poi essere replicato su Italia 1 nelle future trasmissioni.

## Lista episodi
| Nº | Titolo italiano Giapponese 「Kanji」 - Rōmaji | Prima edizione    | Prima edizione                     |
| Nº | Titolo italiano Giapponese 「Kanji」 - Rōmaji | Giapponese        | Italiano (trasmissione televisiva) |
| 1  | La nazionale giovanile 「翼よ翔け！世界への挑戦」 - tsubasa yo kake! sekai heno chōsen | 1º luglio 1989    | 5 dicembre 1995                    |
| 1  | Sono trascorsi alcuni mesi dal torneo nazionale che ha visto la New Team (Nankatsu) e la Toho ottenere la vittoria a pari merito. I ventiquattro convocati dalla JFA affrontano le selezioni per conquistarsi un posto in nazionale e poter prendere parte ai mondiali U-16 che si terranno in Francia; l’unico assente è Holly, ancora fermo a causa degli infortuni riportati in campionato. Concluso il ritiro, i diciassette selezionati si recano in Germania per un’amichevole di preparazione contro la squadra di Benji, l’Amburgo, nella quale militano anche il micidiale cannoniere Karl Heinz Schneider e l’imprevedibile mediano Hermann Strauss (Hermann Kaltz). Il divario tecnico tra i giapponesi e gli europei si fa subito sentire: la nazionale viene umiliata da Benji, migliorato tanto da parare senza difficoltà persino le cannonate di Lenders, e da Schneider, che in pochi minuti segna una tripletta a Warner. |                   |                                    |
| 2  | Un inizio difficile 「敗北！ゼロからの出発」 - haiboku! zero karano shuppatsu | 2 agosto 1989     | 6 dicembre 1995                    |
| 2  | Holly, finalmente ristabilito, raggiunge la nazionale in Germania. Il ragazzo non vede l’ora di entrare in campo, ma Philip e Mark si oppongono: Holly, infatti, non ha sostenuto le selezioni e la sua partecipazione non sarebbe corretta nei confronti di tutti gli altri, che hanno dovuto faticare per guadagnarsi il posto in squadra. Nel secondo tempo il Giappone subisce altre due reti, ma Lenders non si arrende e alla fine segna, riuscendoci però solo perché Benji non ha voluto nemmeno scomodarsi a parare; la partita si chiude quindi con un umiliante 5 – 1 per l’Amburgo. Più tardi Benji confida a Marshall di aver provocato i suoi ex compagni per stimolarli, consapevole che l’impatto con il calcio europeo sarebbe stato durissimo per loro, e si unisce alla nazionale. Il Giappone deve affrontare altre due amichevoli, una contro il Werden Brema e l’altra con l’Italia. Il Brema vince per 3 – 0, mentre l’Italia rifiuta di giocare, ritenendo i giapponesi troppo scarsi; Holly risponde superando da solo uno dopo l’altro gli italiani e segnando una rete al fortissimo portiere Dario Belli (Gino Hernandez). |                   |                                    |
| 3  | Torna la coppia d'oro 「復活！ゴールデン・コンビ」 - fukkatsu! goruden - konbi | 1º settembre 1989 | 7 dicembre 1995                    |
| 3  | A Parigi, Tom Becker viene sfidato da Pierre Le Blanc (El Cid Pierre), regista e capitano della nazionale francese; la sfida viene interrotta da Kirk Parson (Munemasa Katagiri), che comunica a Tom la convocazione in nazionale. Tom, però, non è sicuro di essere all’altezza e decide di mettersi alla prova portando a termine un’azione contro la squadra francese; Tom riesce nell’impresa grazie all’aiuto di un misterioso ragazzo che più tardi si rivelerà essere Napoleon Ferrer (Luis Napoleon), bomber della nazionale francese. Il Giappone, intanto, affronta il Bayern Monaco in un’altra amichevole di preparazione e Holly, dopo la sua prodezza contro l’Italia, ottiene finalmente di poter scendere in campo: grazie a lui, il Giappone vince brillantemente per 3 – 0. Conclusa la tournée preparatoria, la nazionale vola finalmente a Parigi e Holly ritrova Tom, che ha infine accettato la convocazione. |                   |                                    |
| 4  | La cerimonia d'apertura 「終結！世界のライバルたち」 - shūketsu! sekai no raibaru tachi | 8 ottobre 1989    | 8 dicembre 1995                    |
| 4  | Il Giappone inizia gli allenamenti, ma Benji si rende odioso criticando in continuazione i compagni e creando tensioni e malumori. Poco prima dell’inizio del torneo, Benji confida a Holly di comportarsi così per spronare la squadra, in particolare Ed Warner, e di aver deciso di non giocare per permettere a Warner di fare esperienza a livello internazionale. L’incontro di apertura dei mondiali vede il Giappone affrontare l’Italia; ad assistere all’incontro, all’insaputa di Holly, c’è anche Roberto Sedinho, ora allenatore di una squadra brasiliana. |                   |                                    |
| 5  | Il calcio d'inizio 「対決！ヘルナンデスを倒せ」 - taiketsu! herunandesu wo taose | 1º novembre 1989  | 9 dicembre 1995                    |
| 5  | Inizia l’incontro tra Giappone e Italia. Holly tenta di portarsi all’attacco, ma per ben tre volte viene fermato dai difensori italiani, che pur di contrastarlo e vendicarsi dell’umiliazione subita a Brema non esitano a commettere un fallo dietro l’altro. Holly ottiene una punizione, ma Belli para senza difficoltà e a nulla valgono i tentativi di Lenders e degli altri attaccanti di superarlo: il primo tempo si chiude a reti inviolate. Nella ripresa, gli italiani inducono i giapponesi a sbilanciarsi in avanti, lasciando la porta di Warner scoperta, e il centravanti Marchesi conclude a rete, segnando il 1 – 0. La situazione cambia con l’ingresso in campo di Tom, che coordinandosi con Holly riesce a superare la difesa italiana; Belli, spiazzato, non riesce a parare e Holly segna la rete del 1 – 1. Gli italiani sono ora innervositi e la loro difesa ne risente; i giapponesi ne approfittano per attaccare ripetutamente, costringendo Belli a recuperi sempre più difficili. Proprio allo scadere del tempo, il Giappone si porta avanti con una rete di Lenders, che segna il 2 – 1 con una cannonata peraltro così violenta da infortunare l'ormai esausto Belli. L’Italia è sconfitta. |                   |                                    |
| 6  | L'artista del pallone 「発進！Ｊ-ＢＯＹＳサッカー」 - hasshin!j - boys sakka | 1º dicembre 1989  | 11 dicembre 1995                   |
| 6  | Proseguono gli incontri di qualificazione: la Germania Ovest travolge il Canada per 4 – 0 e l’Uruguay vince sul Belgio per 3 – 1 grazie ad una tripletta del fuoriclasse Ruben Pablo (Ramon Victorino). La Francia deve invece vedersela con la forte Inghilterra. Gli inglesi, grazie ad un’efficace marcatura su Pierre, s’impongono segnando la rete del 1 – 0; l’allenatore francese decide allora di schierare in campo Napoleon, fino a quel momento costretto in panchina per indisciplina. Inaspettatamente, tra l’elegante capitano e l’impulsivo attaccante si crea un’ottima intesa e la Francia riesce a ribaltare le sorti dell’incontro, vincendo per 3 – 1 grazie a due reti di Napoleon e una di Pierre. Nel secondo turno la Germania Ovest sconfigge il Portogallo per 4 – 1, l’Uruguay batte la Spagna per 1 – 0, la Francia s’impone sulla Malesia per 2 – 0 e l’Argentina del fenomenale attaccante Jorge Ramirez (Juan Diaz) vince sull’Italia per 5 – 0, anche a causa dell’assenza di Belli, costretto in panchina a causa dell'infortunio riportato nella partita contro il Giappone. L’ultimo incontro di qualificazione vede il Giappone contro l’Argentina: chi vincerà accederà alle semifinali. Inizia la partita, ma Holly scopre che Roberto è allo stadio; il ragazzo ne è così turbato da non riuscire a giocare come al solito, e l’Argentina si porta rapidamente in vantaggio per 3 – 0 grazie ad una tripletta di Ramirez. |                   |                                    |
| 7  | La grande rimonta 「白熱！天才ディアス対日本」 - hakunetsu! tensai diasu tai nihon | 21 dicembre 1989  | 12 dicembre 1995                   |
| 7  | Il Giappone riduce le distanze grazie a Lenders, che segna la rete del 3 – 1 su assist di Holly. Ramirez comincia ad innervosirsi e il Giappone ne approfitta, riuscendo infine a segnare il 3 – 2 con un tiro combinato dei gemelli Derrick. Nella ripresa, lo scontro tra Holly e Ramirez si fa più acceso che mai, ma il Giappone riesce infine a pareggiare con una rete di Tom, arrivando a 3 – 3. L’Argentina si riporta in vantaggio per 4 – 3 con l’ennesima prodezza di Ramirez, ma il Giappone risponde con una rete di Lenders, segnata ancora una volta su passaggio di Holly e portando il risultato a 4 – 4. Freddy Marshall decide a questo punto di spiazzare gli argentini facendo entrare in campo Danny Mellow per affiancare Mark e Julian Ross in rinforzo alla difesa; la mossa funziona e il Giappone passa in vantaggio per 5 – 4, vincendo la partita. |                   |                                    |
| 8  | Il sogno di Roberto 「大戦！ベスト４の激突」 - taisen! besuto 4 no gekitotsu | 1º febbraio 1990  | 13 dicembre 1995                   |
| 8  | Roberto si vergogna di aver abbandonato Holly tre anni prima e non vuole incontrarlo, ma inizia ad avere dei ripensamenti quando Diego Barbas, allenatore dell’Argentina e sua vecchia conoscenza, gli confida di voler proporre un ingaggio a Holly. La Germania Ovest affronta l’Uruguay in semifinale: le squadre si equivalgono, ma le cose cambiano completamente con l’ingresso in campo del tedesco Reiner Bauer (Dieter Müller), imponente portiere dal passato misterioso. Nemmeno Ruben Pablo riesce a superare Bauer, e i sudamericani sono così demoralizzati da perdere per 6 – 1, con l’unica rete dell’Uruguay segnata prima dell’ingresso in campo di Bauer. Il Giappone affronta ora la Francia nella seconda semifinale. |                   |                                    |
| 9  | La semifinale 「反撃！ホームタウン・ディジョンを破れ」 - hangeki! homutaun. dijon wo yabure | 1º marzo 1990     | 14 dicembre 1995                   |
| 9  | Il Giappone si porta in vantaggio per 1 – 0 con una rete di Holly, ma la Francia pareggia subito con un tiro ad effetto di Pierre, portandosi su 1 – 1. Ralph Peterson e Napoleon Ferrer vengono alle mani in seguito ad un duro intervento del giapponese e vengono ammoniti. Un secondo fallo di Peterson, sebbene involontario, gli costa l’espulsione, e il Giappone si ritrova ridotto in dieci uomini; come se non bastasse, Pierre segna sulla punizione fischiata per il fallo di Ralph, e la Francia si porta quindi su 2 – 1. A peggiorare il tutto, l’arbitro sembra favorire la Francia e al Giappone vengono annullate ben due reti; una seconda rete di Ferrer, d’altra parte, porta il risultato a 3 – 1 per la Francia. Nella ripresa, Lenders riesce finalmente a segnare il 3 – 2 e l’arbitro annulla una rete del centravanti francese Menard a causa di un fallo su Paul Diamond; quest’ultimo, infortunato, viene sostituito da Ross, che riesce a neutralizzare Napoleon mettendolo in fuorigioco. Con la difesa ormai salda, Holly può attaccare e segnare la rete del 3 – 3. |                   |                                    |
| 10 | Una squadra di eroi 「激闘！血まみれの死守」 - gekitō! chi mamireno shishu | 8 aprile 1990     | 15 dicembre 1995                   |
| 10 | Pierre e Napoleon superano la difesa giapponese, incluso Ross, e segnano il 4 – 3 per la Francia. A pochi minuti dalla fine, i gemelli Derrick, entrati in sostituzione di Winters e Bright, cercano di spiazzare i francesi con il loro gioco acrobatico, ma Pierre riesce a bloccarli; Tom e Holly, comunque, coordinandosi riescono a pareggiare. Il punteggio è ora 4 – 4 e si va ai supplementari. Nonostante molte difficoltà, tra cui un infortunio di Warner e la stanchezza di tutti i giocatori, i giapponesi riescono a proteggere il pareggio e si finisce perciò ai calci di rigore; Warner, sebbene con una mano ormai fuori uso, riesce a respingere il tiro di Napoleon e Holly realizza la rete della vittoria. Il Giappone vince perciò per 5 – 4 e accede alla finalissima contro la Germania Ovest. |                   |                                    |
| 11 | Il muro umano 「決勝！鋼鉄の巨人に挑め」 - kesshō! kōtetsu no kyojin ni idome | 1º maggio 1990    | 16 dicembre 1995                   |
| 11 | Il Giappone affronta la finale contro la Germania Ovest. Benji sostituisce Warner, rimasto infortunato nell’incontro con la Francia, mentre la porta tedesca sarà difesa dall’enigmatico ed invincibile Bauer. Holly e gli altri, grazie alle informazioni di Benji, che conosce i punti deboli dei tedeschi, tengono testa agli avversari, ma il vero problema si rivela Bauer, che para senza difficoltà tutti i tiri dei giapponesi. Schneider, capendo che i giapponesi prevedono ogni loro mossa, cambia completamente gli schemi della squadra, spiazzando i nipponici e riuscendo a segnare una rete a Benji: la Germania Ovest conduce ora per 1 – 0. |                   |                                    |
| 12 | La sfida continua 「追撃！世界一がみえた？」 - tsuigeki! sekaiichi gamieta? | 1º giugno 1990    | 18 dicembre 1995                   |
| 12 | Il Giappone si riporta all’attacco, ma Bauer riesce persino a parare un tiro combinato di Holly e Mark. Capendo che l’unico modo per batterlo è coglierlo di sorpresa, Holly, Mark e Danny si portano avanti servendo all’ultimo istante per Tom, che segna finalmente la rete del pareggio. Roberto e Barbas assistono all’incontro e fanno una scommessa: entrambi vogliono proporre a Holly di seguirli in Sud America, ma in caso di vittoria del Giappone, Barbas lascerà campo libero a Roberto. Nella ripresa, Holly riesce a ingannare Bauer con un passaggio all’indietro per Mark, che segna la rete del 2 – 1. |                   |                                    |
| 13 | Il grande giorno 「翼よ翔け！大空への誓い」 - tsubasa yo kake! oozora heno chikai | 1º luglio 1990    | 19 dicembre 1995                   |
| 13 | I tedeschi si lanciano all’attacco con tutte le loro forze. Schneider, grazie ad un’abile manovra diversiva di Strauss, elude la difesa giapponese e coglie di sorpresa Benji con un tiro di sinistro, inusuale per lui, segnando il 2 – 2; Holly, però, non si arrende e riesce a segnare la rete del 3 – 2 proprio allo scadere del secondo tempo. Il Giappone conquista così il titolo di campione del mondo e Holly può finalmente rivedere Roberto, che questa volta accetta di portarlo con sé in Brasile. Il sogno di Holly è diventato realtà. |                   |                                    |